# Gość Info Dziennika
Gość Info Dziennika – program telewizyjny typu satyryczno-publicystycznego produkowany przez telewizję TVP Info, nadawany w dni robocze wieczorem o godzinie 22:30. W programie w formie wywiadów ze znanymi politykami, dziennikarzami i przedstawicielami organizacji społecznych omawiane były aktualne wydarzenia polityczne i społeczne. Od stycznia 2012 r. program się nie ukazuje.